# Monte Boennighausen
El monte Boennighausen es una montaña cubierta de nieve, que posee una altura de 2970 m s. n. m., en la Antártida. La misma se encuentra a 7 km al sursudoeste del Monte Kosciuszko en la cordillera Ames en la tierra de Marie Byrd. 
Fue incorporada a los mapas por el  United States Geological Survey (USGS) a partir de relevamientos y fotografías aéreas de la U.S. Navy en 1959-65. Fue nombrada por el US-ACAN en honor del teniente comandante Thomas L. Boennighausen, de la U.S. Navy, oficial a cargo de la central nuclear en la base McMurdo en 1966. Fue ingeniero civil en el grupo del comandante, U.S. Naval Support Force, Antártida, 1969–70 y 1970-71.